# ليك أنجلوس
ليك أنجلوس (بالإنجليزية: Lake Angelus, Michigan)‏ هي مدينة تقع في مقاطعة أوكلاند (ميشيغان) بولاية ميشيغان في شمال شرق الولايات المتحدة. تأسست عام 1930، تبلغ مساحة هذه المدينة 4.25 (كم²)، وترتفع عن سطح البحر 300 م، بلغ عدد سكانها 290 نسمة في عام 2010 حسب إحصاء مكتب تعداد الولايات المتحدة وتصل الكثافة السكانية فيها 104.6 نسمة/كم2.

## التركيبة السكانية
قام مكتب تعداد الولايات المتحدة بتحديد بيانات التركيبة السكانية لليك أنجلوسفي تعداد الولايات المتحدة. في ما يلي، التركيبة السكانية حسب تعدادي 2000 و2010.

### تعداد عام 2000
بلغ عدد سكان ليك أنجلوس 326 نسمة بحسب تعداد عام 2000، وبلغ عدد الأسر 132 أسرة وعدد العائلات 104 عائلة مقيمة في المدينة.
وتوزع التركيب العرقي للمدينة بنسبة 96.32% من البيض و 2.76% من الأمريكيين ذوي الأصول الآسيوية و 0.92% من الأمريكيين الأفارقة.
بلغ عدد الأسر 132 أسرة كانت نسبة 25.8% منها لديها أطفال تحت سن الثامنة عشر تعيش معهم، وبلغت نسبة الأزواج القاطنين مع بعضهم البعض 76.5% من أصل المجموع الكلي للأسر، ونسبة 0.8% من الأسر كان لديها معيلات من الإناث دون وجود شريك، وكانت نسبة 21.2% من غير العائلات. تألفت نسبة 20.5% من أصل جميع الأسر من أفراد ونسبة 7.6% كانوا يعيش معهم شخص وحيد يبلغ من العمر 65 عاماً فما فوق. وبلغ متوسط حجم الأسرة المعيشية 2.83، أما متوسط حجم العائلات فبلغ 2.47.
بلغ العمر الوسطي للسكان 49 عاماً. وكانت نسبة 20.2% من القاطنين تحت سن الثامنة عشر، وكانت نسبة 4.3% بين الثامنة عشر والأربعة وعشرون عاماً، ونسبة 17.5% كانت واقعةً في الفئة العمرية ما بين الخامسة والعشرون حتى والأربعة وأربعون عاماً، ونسبة 36.8% كانت ما بين الخامسة والأربعون حتى الرابعة والستون، ونسبة 21.2% كانت ضمن فئة الخامسة والستون عاماً فما فوق. يوجد لكل 100 أنثى 106.3 ذكر، ويوجد لكل 100 أنثى في الثامنة عشر من عمرها فما فوق 101.6 ذكر.
بلغ متوسط دخل الأسرة في المدينة 114,524 دولار، أما متوسط دخل العائلة فبلغ 131,261 دولار. وكان متوسط دخل الذكور 100,000 دولار مقابل 48,750 دولار للإناث. وسجل دخل الفرد الخاص بالمدينة 83,792 دولار.

### تعداد عام 2010
بلغ عدد سكان ليك أنجلوس 290 نسمة بحسب تعداد عام 2010، وبلغ عدد الأسر 130 أسرة وعدد العائلات 100 عائلة مقيمة في المدينة. في حين سجلت الكثافة السكانية 271.0 نسمة لكل ميل مربع (104.6/كم2). وبلغ عدد الوحدات السكنية 151 وحدة بمتوسط كثافة قدره 141.1 لكل ميل مربع (54.5/كم2).
وتوزع التركيب العرقي للمدينة بنسبة 96.2% من البيض و 2.8% من الأمريكيين ذوي الأصول الآسيوية و 0.3% من الأمريكيين الأفارقة و 0.7% من عرقين مختلطين أو أكثر.
بلغ عدد الأسر 130 أسرة كانت نسبة 14.6% منها لديها أطفال تحت سن الثامنة عشر تعيش معهم، وبلغت نسبة الأزواج القاطنين مع بعضهم البعض 70.8% من أصل المجموع الكلي للأسر، ونسبة 3.1% من الأسر كان لديها معيلات من الإناث دون وجود شريك، بينما كانت نسبة 3.1% من الأسر لديها معيلون من الذكور دون وجود شريكة وكانت نسبة 23.1% من غير العائلات. تألفت نسبة 22.3% من أصل جميع الأسر من أفراد ونسبة 9.2% كانوا يعيش معهم شخص وحيد يبلغ من العمر 65 عاماً فما فوق. وبلغ متوسط حجم الأسرة المعيشية 2.58، أما متوسط حجم العائلات فبلغ 2.23.
بلغ العمر الوسطي للسكان 55.3 عاماً. وكانت نسبة 12.1% من القاطنين تحت سن الثامنة عشر، وكانت نسبة 5.8% بين الثامنة عشر والأربعة وعشرون عاماً، ونسبة 10.7% كانت واقعةً في الفئة العمرية ما بين الخامسة والعشرون حتى والأربعة وأربعون عاماً، ونسبة 43.8% كانت ما بين الخامسة والأربعون حتى الرابعة والستون، ونسبة 27.6% كانت ضمن فئة الخامسة والستون عاماً فما فوق. وتوزع التركيب الجنسي للسكان بنسبة 47.2% ذكور و52.8% إناث.

## وصلات خارجية
- - The US50 - Cities and Towns in Michigan State